# ヘーゼン・ウィリアムスの式
ヘーゼン・ウィリアムスの式は配管内の水の流れを配管の物理特性及び摩擦による圧力損失によって関係付けた経験式である。本式は、水道配水、スプリンクラー、灌漑用水のような配管システムの設計に使用されている。本式の名称は、アレン・ヘーゼン及びガードナー・スチュワート・ウィリアムスの名をとって名づけられた。
ヘーゼン・ウィリアムスの式は、利点としては流量係数Cがレイノルズ数の関数とならないため計算が容易であることで、欠点としては水のみにしか適用でないことである。また水温や粘性についても考慮していない。

## 一般式
ヘーゼン・ウィリアムスの式の一般式は配管内の平均流速を配管の幾何学的性質及びエネルギー線の勾配(動水勾配 )によって記述している。
{\displaystyle V=k\,C\,R^{0.63}\,S^{0.54}}
ここで:
- V ： 流速
- k ： 各単位系の変換係数(米国慣用単位ではk = 1.318 , 国際単位系ではk = 0.849)
- C ： 流量係数
- R ： 径深
- S ： 動水勾配 (配管長さあたりの損失水頭 、つまりhf/L)

設計に用いられる流量係数C は、配管の経年劣化による粗さの増加を考慮しており次のとおり定められている。
| 材料                             | C 降順 | C 昇順 | 備考 |
| -------------------------------- | ------ | ------ | ---- |
| アスベスト                       | 140    | 140    | -    |
| 鋳鉄                             | 100    | 140    | -    |
| モルタルライニングダクタイル鋳鉄 | 140    | 140    | -    |
| コンクリート                     | 100    | 140    | -    |
| 銅                               | 130    | 140    | -    |
| 鋼鉄                             | 90     | 110    | -    |
| 亜鉛めっき鋼                     | 120    | 120    | -    |
| ポリエチレン                     | 140    | 140    | -    |
| ポリ塩化ビニル (PVC)             | 130    | 130    | -    |
| 繊維強化プラスチック (FRP)       | 150    | 150    | -    |

## 配管式
一般式は満水の配管流れに対して特殊化することができる。
{\displaystyle V=k\,C\,R^{0.63}\,S^{0.54}}
両辺を{\displaystyle 1/0.54}乗すると次のようになる。(小数点位以下第2位へ丸める)
{\displaystyle V^{1.85}=k^{1.85}\,C^{1.85}\,R^{1.17}\,S}
Sについてまとめると
{\displaystyle S={V^{1.85} \over k^{1.85}\,C^{1.85}\,R^{1.17}}}
流量はQ = V Aなので
{\displaystyle S={V^{1.85}A^{1.85} \over k^{1.85}\,C^{1.85}\,R^{1.17}\,A^{1.85}}={Q^{1.85} \over k^{1.85}\,C^{1.85}\,R^{1.17}\,A^{1.85}}}
満水状態の配管の内径をdとすると、径深 R (半径rとは異なる) はd/4となる。また、配管の断面積 Aは{\displaystyle \pi d^{2}/4}なので
{\displaystyle S={4^{1.17}\,4^{1.85}\,Q^{1.85} \over \pi ^{1.85}\,k^{1.85}\,C^{1.85}\,d^{1.17}\,d^{3.70}}={4^{3.02}\,Q^{1.85} \over \pi ^{1.85}\,k^{1.85}\,C^{1.85}\,d^{4.87}}={4^{3.02} \over \pi ^{1.85}\,k^{1.85}}{Q^{1.85} \over C^{1.85}\,d^{4.87}}={7.916 \over k^{1.85}}{Q^{1.85} \over C^{1.85}\,d^{4.87}}}

### 国際単位系
国際単位系を用いて圧力損失を計算するときには S=hf/L なので、式は次のようになる。
{\displaystyle h_{f}={\frac {10.67\quad L\quad Q^{1.85}}{C^{1.85}\quad d^{4.87}}}}
ここで
- hf ： 配管長さL(メートル)での圧力損失, m (圧力水頭)
- L ： 配管長さ, m (メートル)
- Q ： 流量, m3/s
- d ： 配管の内径, m (メートル)

### 米国慣用単位系 (英国度量衡法)
米国慣用単位を用いて圧力損失を計算するときには、式は次のようになる。
{\displaystyle P_{d}={\frac {4.52\quad L\quad Q^{1.85}}{C^{1.85}\quad d^{4.87}}}}
ここで
- Pd ： 配管長さL(フィート)での圧力損失, psig (pounds per square inch gauge pressure)

- L ： 配管長さ, ft (フィート)

- Q ： 流量, gpm (gallons per minute)

- d ： 配管の内径, in (インチ)

## 適用範囲
- 滑面または滑面に近い管路
- 水温は4℃から25℃の間
- 流速は1.5m/s程度まで
- 口径75mm以上